# Luis Leante
Luis Leante (Caravaca de la Cruz, Murcie, 1963) est un écrivain espagnol qui a cultivé différents genres littéraires : la nouvelle, le théâtre, le roman, la poésie, l’essai et l’article journalistique. Par ailleurs, il a également réalisé des scénarios pour le cinéma et certaines de ses nouvelles ont été adaptées à l’écran. Son œuvre a été traduite dans les langues officielles d’Espagne le galicien et le catalan, mais également en anglais, allemand, italien, français, roumain, coréen, lituanien, hongrois, danois, croate, russe, grec, letton, polonais, portugais, turque, hollandais, tchèque, slovène, hébreux et le chinois.

## Biographie
Luis Leante a obtenu une licence en Philosophie Classique à l'Université de Murcie. Depuis 1992, il vit à Alicante, où il a travaillé comme professeur de secondaire jusqu'en 2009.
À seulement vingt ans, il publie son premier roman : Camino el jueves rojo. Ce roman court est un drame rural qui se déroule durant la période post-guerre espagnole et dont le sujet en toile de fond est le straperlo. La trame se situe à Caravaca de la Cruz. 
Plus tard, les thèmes de ses œuvres se sont universalisés et les intrigues se sont diversifiées : Paisaje con Río y Baracoa de Fondo se déroule à Cuba ; El canto del zaigú prend place dans le petit village de Valderas dans la province de León ; La Luna Roja voyage entre Istanbul, Munich et Alicante. Luis Leante a également traité différentes genres romanesques, du roman noir au roman historique : El vuelo de las termitas y La Edad de Plata, en s’essayant également à la littérature de jeunesse. Ses œuvres ont en commun une structure narrative non linéaire, accordant parfois plus d’importance à la manière dont l’histoire est racontée qu’à l’intrigue elle-même.
Les critiques soulignent souvent la force des personnages secondaires chez Leante, les perdants, les personnages marginalisés. En 2007, il remporte le Premio Alfaguara pour son roman Mira si yo te querré, traduit de l’espagnol par Marianne Million et vendu dans plus de quarante pays. Bien qu’à l’époque il avait déjà publié une dizaine de livres, ce n’est que ce roman qui l’a enfin fait connaître du grand public et qui l’a consacré en tant qu’écrivain. Leante avait néanmoins déjà remporté une cinquante de prix pour ses nouvelles, bien que seulement deux recueils soient à ce jour publiés.

## Œuvres
Deux recueils de nouvelles : 
- El último viaje de Efraín (1986).
- El criador de canarios (1996).

Romans : 
- Camino del jueve rojo (1983).
- Paisaje con río y Baracoa de fondo (1997, 2009).
- Al final del trayecto (1997).
- La Edad de la Plata (1998).
- El canto del zaigú(2000, 2009).
- El vuelo de las termitas (2003, 2005).
- Academia Europa (2003, 2008).
- Mira si yo te querré (2007).
- Sahara, trad. de Marianne Millon, éd. Points, 2011.
- La Luna Roja (2009).
- Cárceles imaginarias(2012).
- Annobón (2017).

Littérature de jeunesse :
- La puerta trasera del paraíso (2007).
- Rebelión en Nueva Granada (2008).
- Justino Lumbreras detective privado (2012).
- Justino Lumbreras y el fantasma del museo (2012).
- Justino Lumbreras y el collar de Cleopatra (2013).
- Justino Lumbreras y el Gran Caruso (2013).
- Huye sin mirar atrás (2016).
- Maneras de vivir (2020).

Théâtre:
- Tópicos, típicos, cómicos (2016).
- Fuera del tiempo (2016. MurciaLibro, 2018).
- Se ofrece mezzosoprano para labores del hogar (MurciaLibro, 2018).
- Historia de una cornisa (Fundación Ciudad de Requena, 2019).
- Los resistentes (Ediciones Irreverentes, 2019).

## Prix
Il a déjà remporté plusieurs prix littéraires pour ses nouvelles et ses romans. 
- 1982.- Premio Albacara de roman court : Camino del jueves rojo.
- 1990.- Premio de nouvelles Murcia jeune 90: El Negro Malone.
- 1993.- Premio Juan José Relosillas de nouvelles : Las Malvinas.
- 1995.- Premio Teruel de nouvelles : Tiempos modernos.
- 1997.- Premio Odaluna de roman : Al final del trayecto.
- 1997.- Premio Ciudad de Irún de roman : La Edad de Plata.
- 1999.- Premio Rodrigo Rubio de roman noir : El canto del zaigú.
- 2003.- Premio Ciudad de Barbastro de roman court : Academia Europa.
- 2007.- Premio Alfaguara de Roman : Mira si yo te querré.
- 2009.- Premio Mandarache des lecteurs : Mira si yo te querré.
- 2016.- Premio Edebé de Littérature pour Enfants : Huye sin mirar atrás.
- 2017.- Premio Hache des lecteurs : Huye sin mirar atrás.
- 2020.- Premio Edebé de Littérature pour Enfants : Maneras de vivir[1]